# Rubreno
Rubreno (5,6,11,12-tetrafeniltetraceno) é um hidrocarboneto aromático policíclico de coloração avermelhada. Rubreno é usado como um sensibilizador em quimioluminescência e como uma fonte de luz amarela em bastões, pulseiras e outros objetos luminescentes (em inglês, lightsticks).

## Propriedades eletrônicas
Como um semicondutor orgânico, a principal aplicação de rubreno é em diodos emissores de luz orgânicos (OLEDs) e transistores orgânicos de efeito de campo, os quais são os elementos centrais das telas flexíveis. Transistores de cristal único podem ser preparados usando rubreno cristalino, o qual é cultivado em um forno de zona modificado em um gradiente de temperatura. Esta técnica, conhecida como transporte físico de vapor, foi introduzida em 1998.
Rubreno possui a distinção de ser o semicondutor orgânico com a maior mobilidade de transporte, atingindo 40 cm2/(V·s) para lacunas de elétrons. Este valor foi medido em OFETs preparados por descasque de uma fina camada de rubrene monocristalino e transferência para um substrato de Si/SiO2.

## Estrutura cristalina
Vários polimorfismos de rubreno são conhecidos. Os cristais crescidos a partir do vapor no vácuo podem apresentar padrões monoclinicos, triclinicos, e ortorrômicos. Os cristais ortorrômicos (grupo espacial Bbam) são obtidos em um sistema fechado em um forno de duas zonas à pressão ambiente.

## Síntese
Rubreno é preparado por tratar 1,1,3-trifenilprop-2-ino-1-ol com cloreto de tionila.
O cloroaleno resultante sofre dimerização e desidrocloração resultando em rubreno.

## Propriedades redox
Rubreno, como outras moléculas aromáticas policíclicas, sofre reações redox em solução. Oxida-se e reduz-se reversivelmente a 0.95 V e −1.37 V, respectivamente vs SCE. Quando o cátion e o ânion são co-gerados em uma célula eletroquímica, eles podem combinar-se com a aniquilação de suas cargas, mas produzindo uma molécula de rubreno excitada que emite em 540 nm. Este fenômeno é chamado eletroquimioluminescência.